# 秋月城
秋月城（あきづきじょう）は、福岡県朝倉市野鳥にあった江戸時代の日本の城（平山城・陣屋）。秋月陣屋（あきづきじんや）ともいう。城跡は福岡県指定史跡に指定され、本門（黒門）と長屋門が県指定有形文化財に指定されている。

## 概要
鎌倉時代の1203年（建仁3年）に秋月種雄が古処山に築いたと伝わる古処山城山麓にあった秋月氏宅所（杉本城）跡を利用して、1624年（寛永元年）に黒田長興により築かれた。
秋月氏宅所「杉本城」は、現在の秋月陣屋付近に戦国時代に所在したとされるが、発掘調査等で確認されておらず正確な所在地はよくわかっていない 。
黒田氏による秋月城築城の際には古処山城の廃材等も利用して建てられたという。
福岡藩の支藩秋月藩の藩庁であり、黒田氏が居城していた。一筋に掘られた堀と石垣を築き二重櫓や平櫓を5基建て並べていた。
明治時代に廃城となり払い下げられた後、現在跡地には黒田長興を祀った垂裕神社が建てられている。堀、石垣、裏門であった長屋門、旧本門（大手門）である黒門が垂裕神社の神門として移築され現存する。なお、黒門は古処山城の搦手門を移築したとの伝承もあるが、江戸時代前期の建築と考えられている。

## 歴史
- 1203年（建仁3年）- 秋月種雄が古処山城（秋月城）を築城。
- 戦国時代 - 秋月氏16代秋月種実の時代、大友宗麟に何度か攻められるも、毛利元就の援軍もあり撃退、秋月氏は最盛期を迎える。
- 1587年（天正15年）- 九州征伐に乗り出した豊臣秀吉に敗れ、秋月氏は日向国高鍋に移封される。これにより、古処山城（秋月城）と秋月氏宅所は廃城となる。
- 1624年（寛永元年）- 福岡藩主黒田長政の三男、黒田長興が福岡藩2代忠之より夜須・下座・嘉麻の範囲で5万石を分封され、長興は九州征伐以降に廃城となっていた秋月氏宅所を大幅に改修し、陣屋を置く。以後、黒田氏12代が明治時代まで治める。
- 1873年（明治6年）- 廃城令によって廃城となり一部を残して撤去される[7]。
- 1961年（昭和36年）4月18日- 本門（黒門）と長屋門が県指定有形文化財に指定[2]。
- 1980年（昭和55年）3月1日-「秋月城跡」として県の史跡に指定[1]。

## 現在

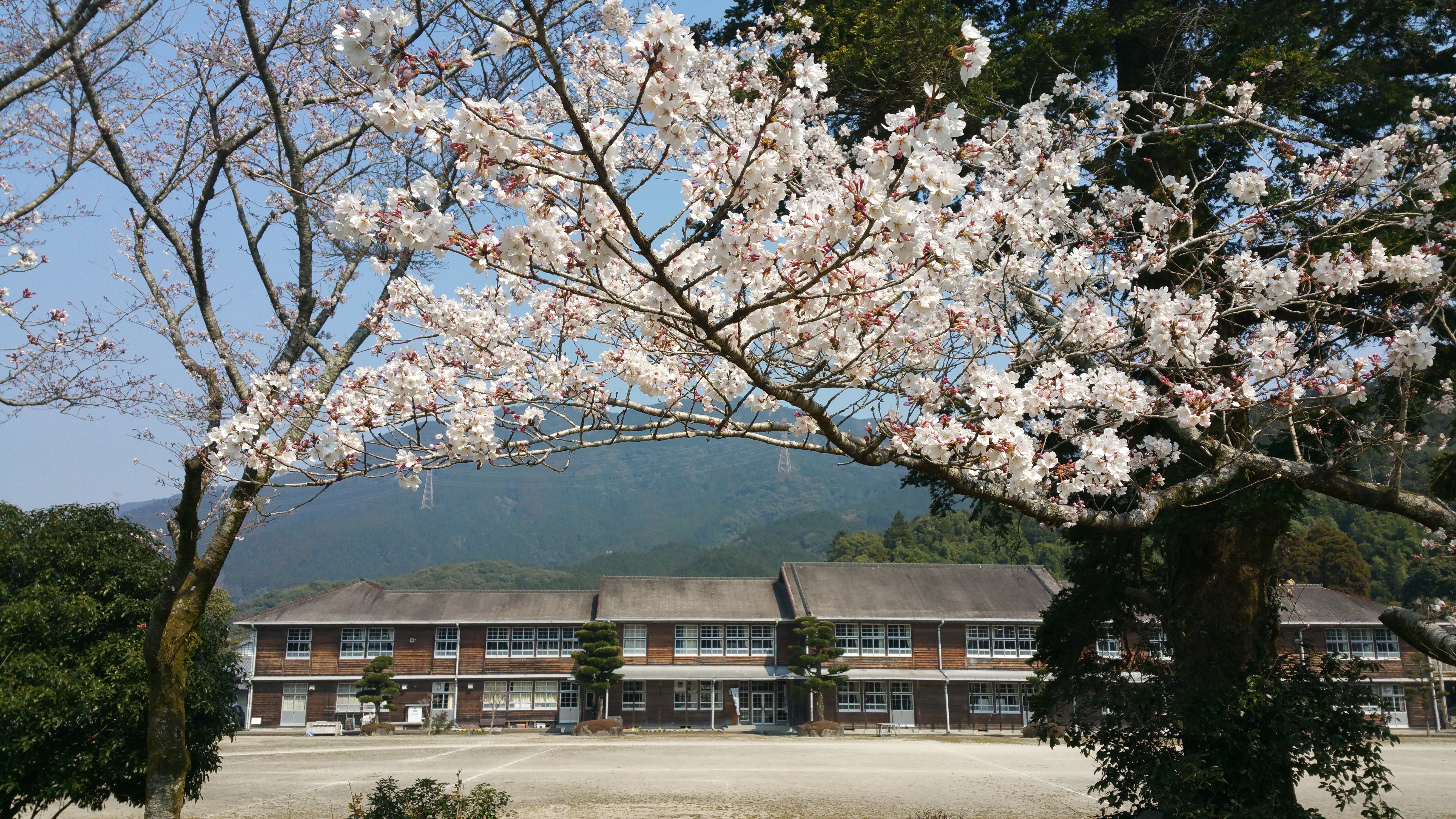
秋月城跡に建つ秋月中学校の現役木造校舎

現在、秋月城跡は朝倉市立秋月中学校となっており、生徒が通う現役の木造校舎の佇まいは城下町秋月のシンボルとなっている。

## 交通アクセス
- 甘木鉄道甘木線・西鉄甘木線甘木駅より甘木観光バス秋月線に乗車し、「博物館前」下車徒歩6分（500m）。
- マイカーの場合、大分自動車道甘木インターチェンジから約10㎞。
- 周辺に有料駐車場あり